# Counter-Strike: Source
Counter-Strike: Source er et first-person shooter i stil med Half Life. Spillet er udviklet af Valve, og kan findes på Steam.

## Historie
Spillet blev udgivet den 11. august 2004 som betaversion. Betaversionen var blandt andet anvendelig for folk, der havde købt specifikke ATI-grafikkort, da ATI i samarbejde med VALVE solgte mange grafikkort og spil. Counter-strike er et non-fiction spil.

## Gameplay
Counter-Strike: Source er en efterfølger til Counter-Strike, og følger forgængerens gameplay. Ved hver rundes start, deles alle spillere op i to hold, Counter-Terrorister og Terrorister. Hvert hold har sit eget mål, afhængigt af hvilken bane. I "defuse"-banerne er det Terroristernes opgave at plante en bombe, og Counter-Terroristernes opgave at stoppe dem fra samme. Lykkes det ikke for Counter-Terroristerne, har de mulighed for at desarmere bomben inden for et kort tidsrum. I "hostage"-banerne er det Counter-Terroristernes opgave at hente gidsler, og bringe dem til et sikkert sted, og Terroristernes opgave at forhindre det. Dør man under en runde, forbliver man død indtil et af holdene har enten udryddet modstanderne eller gennemført deres opgave. Mens man er død, har man mulighed for at iagttage andre spillere.
I Counter-Strike: Source er der også mulighed for at spille mange forskellige mods, så som Gungame, Multigames og Deathrun. 
I de fleste spilfællesskaber, bliver Counter-Strike Source ofte betegner som, CSS. Denne forkortelse gør det hurtigere at kommunikere over f.eks. Steam, som er det program der bruges for at kunne spille "online" med andre folk, fra hele verden. Det er også muligt at kommunikere med andre spillere i Counter-Strike source, både via tale- og tekstkommunikation, dette giver et socialt lag til spillet, og mulighed for at lave avancerede hold manøvrer. 